# Lipiny (powiat łódzki wschodni)
Lipiny – wieś w Polsce położona w województwie łódzkim, w powiecie łódzkim wschodnim, w gminie Nowosolna.
Do 1954 roku istniała gmina Lipiny. W latach 1954–1972 wieś należała i była siedzibą władz gromady Lipiny. W latach 1975–1998 miejscowość należała administracyjnie do ówczesnego województwa łódzkiego.
Przez wieś przebiega droga krajowa nr 72.
Miejscowość włączona jest do sieci komunikacji autobusowej MPK Łódź: linie 53B i 54C.
W miejscowości mieszkają wierni Kościoła Starokatolickiego Mariawitów należący do parafii Podwyższenia Krzyża Świętego w Grzmiącej. 